# Hellowork group
 (juillet 2021).
Hellowork group est une entreprise française consacrée à l'emploi, au recrutement et à la formation, créée en 2000.

## Historique

### 2000–2017: Création et développement régional
L’entreprise est fondée en 2000 sous le nom OuestJob, avant de devenir RegionsJob en 2001 Son objectif initial est de proposer un outil de recrutement en ligne à l’échelle régionale, en réponse à une offre d’emploi numérique alors centrée sur l’Île-de-France. Plusieurs déclinaisons régionales sont créées : RhoneAlpesJob, EstJob, ParisJob, PacaJob, etc.
En 2007, l’entreprise lance deux médias spécialisés : BDM (Blog du Modérateur), consacré aux métiers du digital, et Helloworkplace, dédié aux ressources humaines.[réf. nécessaire]
En 2009, le groupe élargit son activité à la formation avec le lancement de Maformation, une plateforme de mise en relation entre actifs et organismes de formation.[réf. nécessaire]

### 2018–2022: Changements structurels et acquisitions
En 2018, l’entreprise adopte le nom de Hellowork group. Elle lève 30 millions d’euros avec le soutien de son actionnaire le Groupe Télégramme, et acquiert la société Jobijoba, spécialisée dans l’agrégation d’offres d’emploi et les solutions pour les collectivités (Smartforum by hellowork) et les sites carrières (Magnet by hellowork).
D’autres acquisitions suivent : Diplomeo en 2019(orientation dans l’enseignement supérieur), Seekube en 2021(événements virtuels de recrutement). La même année, l'entreprise compte 310 salariés. Hellowork group acquiert ensuite la startup Basile en 2022(solution de cooptation).
En avril 2022, les différents sites régionaux de la marque RegionsJob sont regroupés sous une seule plateforme nationale : Hellowork.com.

### 2023 – 2025: Consolidation et partenariats
En 2023, Hellowork group enregistre 109 millions d’euros de commandes.[réf. nécessaire] Le groupe annonce la mise en place d’une nouvelle ligne d’investissement de 50 millions d’euros pour soutenir sa croissance externe.
En 2024, Hellowork group enregistre 124,3 M€ de commandes en 2024[réf. nécessaire]. Elle compte 600 collaborateurs à Rennes, Paris, Bordeaux, Lyon et Lille,.
En septembre 2024, Hellowork group annonce un partenariat avec l'équipe d'esport Gentle Mates,, fondée par Squeezie, Gotaga et Brawks. A l'issue de ce partenariat, le logo Hellowork devient visible sur les maillots des équipes de Gentle Mates.
En avril 2025, la marque Hellowork a noué un partenariat avec le skipper Davy Beaudart, dans le cadre de la Transat Paprec, course transatlantique à la voile, en double mixte.